# Насуби
Томоаки Хамацу (浜津 智明, Хамацу Томоаки, род. 3 августа 1975 года, Фукусима, Япония), более известный как Насуби (なすび, «Баклажан») — японский комик и медийная личность. Хамацу наиболее известен по участию в скандальном реалити-шоу Susunu! Denpa Shōnen.

## Denpa Shōnen teki Kenshō Seikatsu
Хамацу бросили вызов остаться одному, без одежды, в квартире для Susunu! Denpa Shōnen, японского реалити-шоу на Nippon Television, после того, как он выиграл в лотерею на «работу, связанную с шоу-бизнесом». Хамацу бросили вызов участвовать в розыгрышах по почте, пока он не выиграет в общей сложности 1 миллион йен (около 8000 долларов США). Хамацу начал ни с чем (включая отсутствие одежды), был отрезан от внешних коммуникаций и вещания, и у него не было ничего, что могло бы составить ему компанию, кроме журналов, которые он просматривал в поисках форм для участия в розыгрышах. Потратив 335 дней на достижение цели Хамацу, он установил мировой рекорд Гиннесса по «самому долгому времени выживания за счет выигрышей в соревнованиях».
Хамацу жил перед камерой, имея при себе только то вещи, которые он выигрывал в розыгрышах (за исключением основных коммунальных услуг, таких как водопровод, отопление и электричество), и стопки открыток и журналов, необходимых для участия в розыгрышах. Насуби — японское слово, означающее «баклажан»; прозвище было выбрано из-за его 30-сантиметрового лица, которое, как говорили, имело форму японского баклажана, а также из-за того, что продюсерам пришлось прикрывать его гениталии анимированным баклажаном для телезрителей, когда Хамацу стоял перед камерой из-за его наготы. Хамацу считал, что его записывают, и шоу будет повторно транслироваться позже, когда отснятый материал будет собран. На самом деле эксперимент транслировался в прямом эфире, с отснятым материалом и повторным показом каждую неделю, дополненными звуковыми и видеоэффектами.
Сначала Хамацу выживал, съедая несколько крекеров каждый день, которые ему давали сотрудники производства, чтобы он не умер с голоду. В конце концов, Хамацу выиграл несколько сладких напитков в лотерее, и крекеры ему больше не давали. Позже Хамацу выиграл мешок риса, но, не выиграв ни кастрюль, ни контейнеров, в которых можно было бы его разогреть, он был вынужден есть его сырым, но, сделав контейнер для подогрева из выброшенного мешка, он смог приготовить рис, поставив его рядом с зажженной плитой; однако, консервированный и сухой корм для собак стал основным источником пищи Хамацу на некоторое время после того, как закончился рис. Выиграв в лотерее мягкую игрушку, он продолжал разговаривать с ней как со своим сэнсэем, поскольку это был его единственный вид взаимодействия. Хамацу так и не выиграл одежду, которую он мог бы носить (только женское нижнее белье, которое было ему мало), и он никогда не выигрывал ничего, чтобы подстричь свои растущие волосы на лице и ногти. Хамацу также выиграл другие призы, которые он не смог использовать, например, билеты в кино и велосипед. Однако вскоре он приспособил последний в велотренажер. Когда Хамацу выиграл телевизор, он сначала не мог им пользоваться, так как в квартире не было ни кабеля, ни антенны (продюсеры специально это сделали из страха, что он обнаружит, что уже на ТВ). Затем Хамацу выиграл игру для PlayStation, копию симулятора поезда Densha de Go!, а также контроллер, необходимый для игры.
К этому времени шоу стало настолько популярным в японских семьях, что люди начали расшифровывать местоположение квартиры Хамацу, папарацци, фанаты и даже пресса стояли снаружи, а Хамацу об этом не знал. Таким образом, продюсеры были вынуждены найти новое место вдали от первоначального местоположения. Хамацу перевозили с завязанными глазами, и, открыв глаза, он обнаружил похожее жилое помещение вместе со всеми своими ранее выигранными вещами. Когда Хамацу спросил, выполнил ли он задание, ему вместо этого сказали, что смена места была связана с его новым адресом для «возобновления удачи». Таким образом, Хамацу продолжил писать заявки на розыгрыш, и его первыми предметами, приобретенными на новом месте, где его оставили, стали большое кресло и стол. Однако Хамацу переместили в еще одно помещение после долгой полосы неудач в его записях. В этом новом помещении телевизор Хамацу оказался полезным, когда он позже выиграл видеомагнитофон, который можно было использовать с двумя предыдущими выигранными им кассетами, а позже он выиграл PlayStation. Хамацу в конечном итоге играл в свою игру несколько дней подряд, в конечном итоге заставив себя остановиться, чтобы продолжать участвовать в розыгрышах, собирать пожертвования и достигать своих целей.
Выиграв комплект из 4 автомобильных шин стоимостью около 84000 йен (около 641 доллара в 2024 году), Хамацу приблизился к своей цели, которую он наконец достиг с помощью мешка риса, через 335 дней после начала. После того, как Хамацу сообщили о своей победе, ему вернули одежду, завязали глаза и отвезли в неожиданное место. Хамацу с радостью пошел, веря, что получит специальный приз за год упорной работы. После того, как Хамацу сняли повязку, он оказался в Южной Корее. Хамацу провели день в парке развлечений Seoul Land, где он смог насладиться корейским барбекю (его любимой едой) и покататься на многочисленных аттракционах парка. Однако после окончания игры Хамацу отвели в другую квартиру. Хамацу снова попросили снять одежду и предложили принять участие в розыгрыше. На этот раз целью было выиграть достаточно денег, чтобы позволить себе перелет авиакомпанией Japan Airlines домой. Однако, когда Хамацу быстро достиг этой цели после нескольких недель участия в соревнованиях, она была пересмотрена несколько раз, сначала чтобы позволить себе билет в бизнес-классе, затем в первом классе; эти цели также были достигнуты в течение нескольких недель. Когда Хамацу выиграл достаточно, чтобы вернуться в Японию, ему завязали глаза, одели и отвезли в другую квартиру в Японии. Когда повязку сняли, он огляделся и инстинктивно снял одежду, ожидая продолжить испытание. Однако стены квартиры рухнули, открыв, что он на самом деле находится в телестудии с огромной живой аудиторией, которая начала аплодировать ему за успешное выполнение испытания. Хамацу был сбит с толку этим, потому что он думал, что шоу еще не транслировалось.
Все это испытание длилось около 15 месяцев (январь 1998 г. – апрель 1999 г.), за это время дневники Хамацу о его опыте изоляции от внешнего мира стали бестселлером в Японии. Телевизионное шоу побило многочисленные рекорды просмотров за время своего показа, 17 миллионов зрителей включались каждое воскресенье вечером.
Хамацу сообщил, что ему было жарко и он потел в одежде в течение первых шести месяцев после пережитого испытания, и ему было трудно поддерживать беседы в течение длительного времени.
В апреле 2020 года Хамацу пытался убедить людей соблюдать самодисциплинированный приказ оставаться дома во время первых вспышек COVID-19, ссылаясь на свой личный опыт самоизоляции.
Хамацу стал героем документального фильма 2023 года «Конкурсант».

## Другая деятельность
После суровых испытаний, через которые Хамацу прошел, чтобы стать известным комиком, Хамацу не смог добиться успеха в мире. Вместо этого Хамацу стал местным талантом в своей родной Фукусиме, а также драматическим театральным актером, основав театральную труппу Eggplant Way, выступающую по всей Японии. Он появлялся в Densha Otoko, Trick и Atashinchi no Danshi, а также играл персонажа Watcherman в Kamen Rider W. Хамацу также появился в игре 428: Shibuya Scramble.
В 2016 году Хамацу успешно покорил Эверест после трех неудачных попыток в 2013, 2014 и 2015 годах.